# Бруттії
Бруттії (лат. Bruttii; Gens Bruttia) — патриціанський рід пізньої Республіки та періоду принципату Імперії. Мали оське або сабельське коріння. Походили з області Луканії або Брутія, про що свідчить їх назва. Брутії не були досить впливовими, хоча займали магістратури здебільшого середньої ланки. Мали когномен Сура.

## Найвідоміші Брутії
- Квінт Брутій Сура, претор у Македонії у 88 році до н. е., легат Гая Сентія Сатурніна у війні проти Мітридата VI у 87 році до н. е.
- Луцій Бруттій Максим, намісник Кіпру у 80 році.
- Гай Бруттій Презент Луцій Фульвій Рустік, консул 139 року, легат 124—128 років у Нижній Мезії
- Брутія Криспіна, дружина імператора Коммода.
- Луцій Фульвій Русцій Гай Бруттій Презент, консул 153 та 180 року
- Луцій Бруттій Квінцій Криспін, консул 187 року.
- Гай Брутій Презенс, консул 217 року.
- Гай Брутій Криспін, консул 224 року.
- Гай Брутій Презенс, консул 246 року.